# Stephen Neill
Stephen Charles Neill (Edimburgo, 31 dicembre 1900 – Oxford, 20 luglio 1984) è stato un teologo e biblista britannico.
Presbitero anglicano, fu vescovo di Tirunelveli in India.

## Formazione e carriera
Dopo essersi diplomato alla Dean Close School a Cheltenham, nel 1919 Neill si iscrisse a Cambridge al Trinity College. Completati gli studi, nel 1924 vinse il concorso per la nomina a fellow al Trinity College e nello stesso anno superò l’esame per essere ordinato prete anglicano, ma rinunciò ad entrambe le opportunità e nel 1925 si trasferì in India con la famiglia nel Tamil Nadu. Dopo avere imparato la Lingua tamil, si dedicò all'insegnamento scolastico ai bambini. Nel 1927 fu ordinato diacono. L'anno successivo si unì alla Church Missionary Society, fu ordinato prete anglicano e si trasferì a Tirunelveli, dove divenne insegnante nel seminario della Church Missionary Society. Nel 1939 fu nominato vescovo di Tirunelveli. Nel 1944 rassegnò le dimissioni adducendo motivi di salute e ritornò in Inghilterra, dove divenne assistente dell'arcivescovo di Canterbury. Dal 1962 al 1967 insegnò teologia ecumenica all'Università di Amburgo. Dal 1969 al 1973 fu professore di filosofia e studi religiosi all'università di Nairobi. Rientrato in Inghilterra, fu invitato a stabilirsi al Wycliffe Hall, un seminario anglicano di Oxford, dove rimase per il resto della sua vita.
Neill scrisse una sessantina di libri e numerosi articoli. Si dedicò anche alla scrittura della storia del cristianesimo in India, che in seguito alla sua morte rimase incompiuta arrivando fino al 1858.

## Libri principali
- The Unfinished Task, Edinburgh House Press, 1957
- The Interpretation of the New Testament 1861-1961, Oxford University Press, 1964
- Christian Faith and other faiths: The Christian dialogue with other religions, Oxford University Press, 1970
- Con Gerald H. Anderson e John Goodwin (coautori), Concise Dictionary of the Christian World Mission, Abingdon Press, 1971
- Anglicanism, Mowbrays, 1977
- Jesus through many eyes: Introduction to the theology of the New Testament, Fortress Press, 1979
- Crises of belief: The Christian dialogue with faith and no faith, Hadder and Stoughton, 1984
- A History of Christianity in India: The Beginnins to A.D. 1707, Cambridge University Press, 1984
- Con Tom Wright (coautore), The Interpretation of the New Testament 1861-1986, Oxford University Press, 1988
- A History of Christianity in India 1707-1858, Cambridge University Press, 1984